# Evgeny Novikov
Pour les articles homonymes, voir Novikov.
Evgeny Novikov, né le 19 septembre 1990 à Moscou, est un pilote de rallye russe.

## Biographie

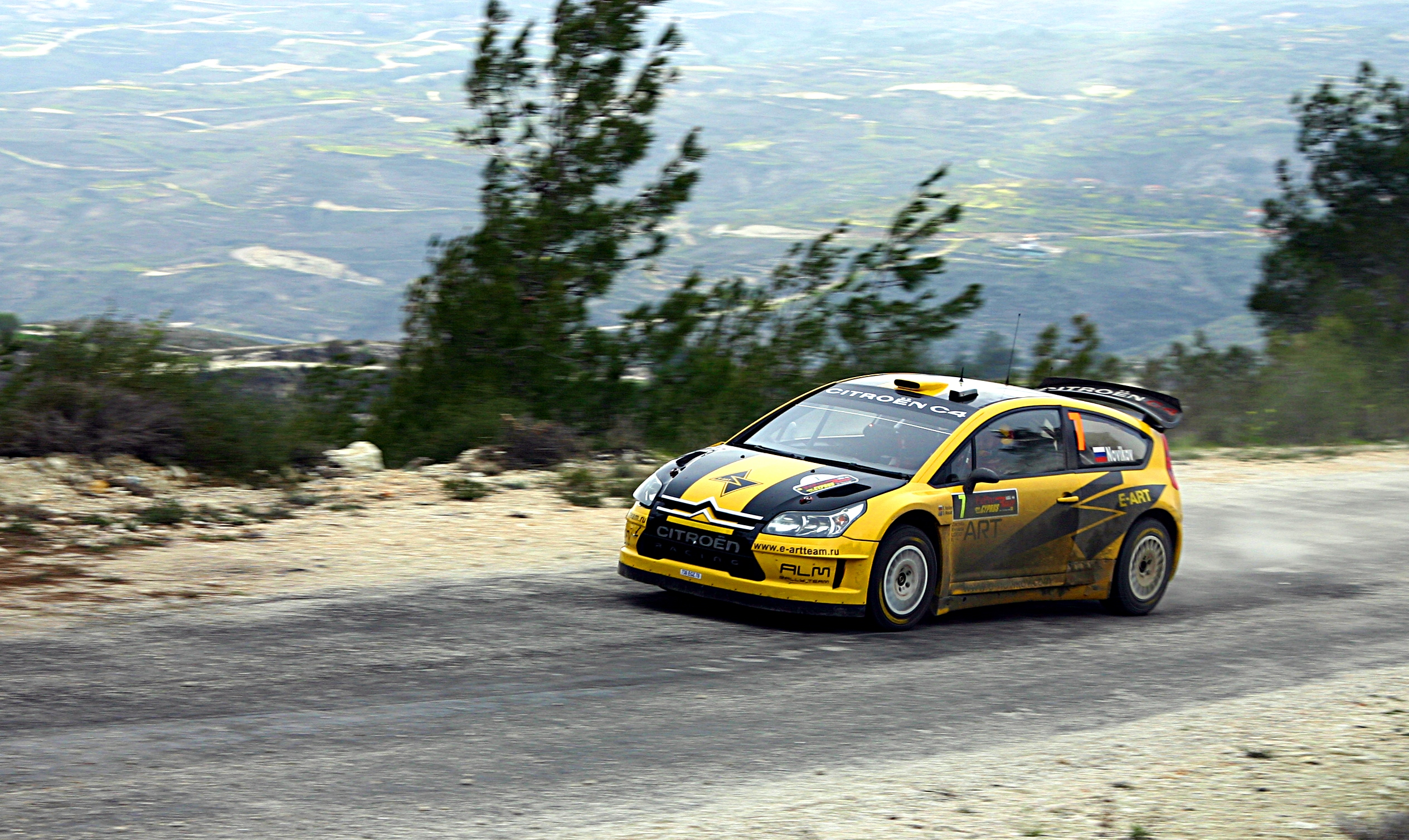
Evgeny Novikov sur une Citroën C4 WRC au Rallye de Chypre en 2009.

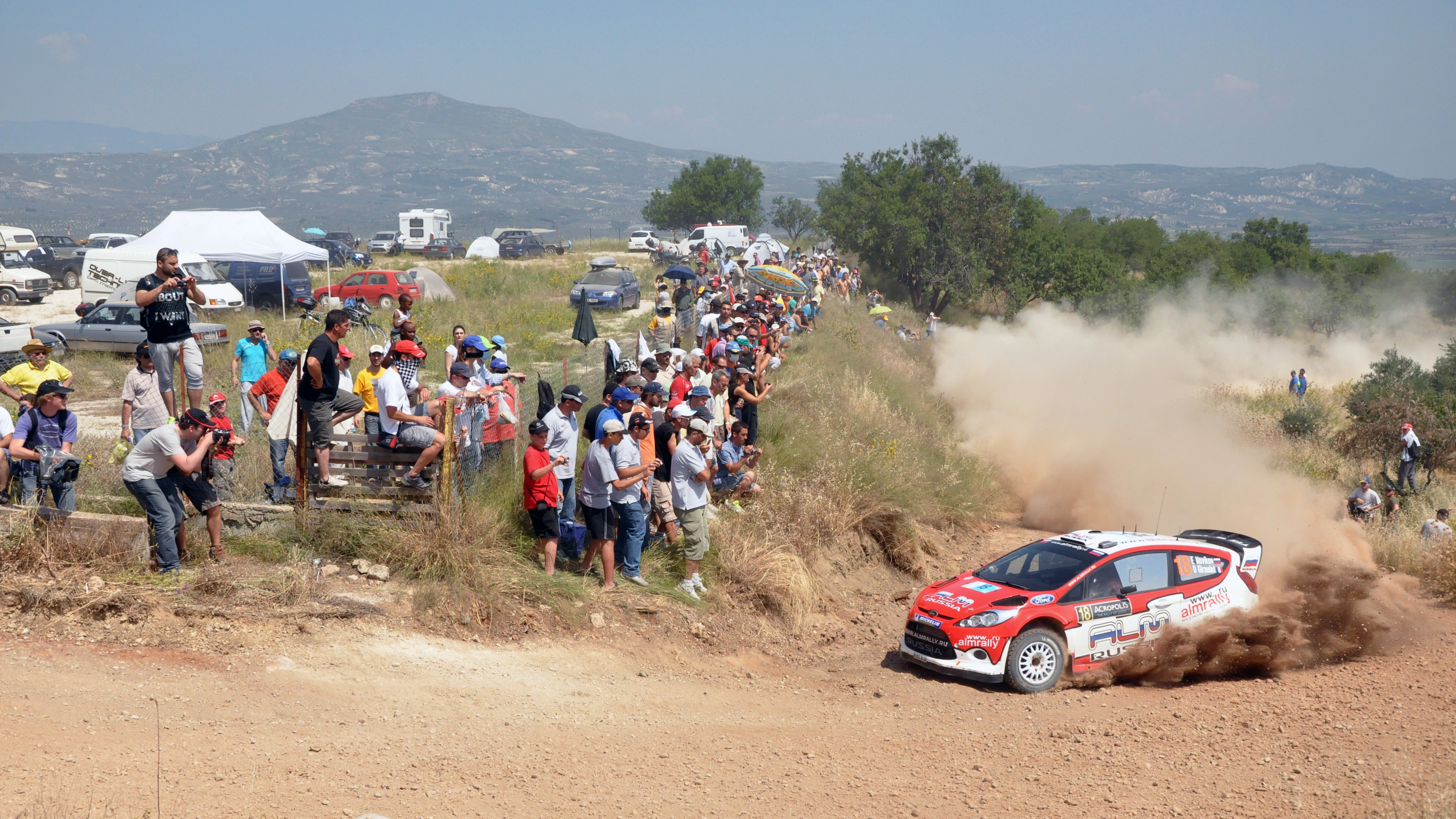
Evgeny Novikov, sur une Ford Fiesta RS WRC, au Rallye de l'Acropole 2011

Evgeny Novikov a débuté en WRC à l'occasion du Rallye de Grande-Bretagne 2007 au volant d'une Mitsubishi Lancer Evo IX.
Il participa à six rallyes en 2008. Sa meilleure position fut une 11e place au Rallye du Japon, toujours au volant d'une Mitsubishi Lancer Evo IX.
En 2009, il participe à huit rallyes sur les douze que compte le championnat. Il pilote une Citroën C4 WRC et parvient à terminer cinquième en Sardaigne, inscrivant ses quatre premiers points.
Il fait son retour en WRC à l'occasion du deuxième rallye de la saison 2011, le Rallye du Mexique, au volant d'une Ford Fiesta RS WRC. Il ne termine pas l'épreuve. Pour les deux derniers rallyes de la saison (Catalogne et Grande-Bretagne), il termine septième à chaque fois, lui permettant d'avoir douze points et de terminer à la dix-septième place du championnat.
Pour la saison 2012, il reste chez Ford M-Sport où il est d'abord copiloté par le Français Denis Giraudet puis par l'autrichienne Ilka Minor. Il réalise une belle entame de saison avec deux cinquièmes places, au Monte-Carlo et en Suède. Accidenté au Mexique, il se reprend trois semaines plus tard en décrochant son premier podium en WRC, finissant à la deuxième place d'un rallye chaotique au Portugal.
En dehors du WRC, ses meilleurs résultats ont été une seconde place au rallye du Japon en P-WRC en 2008 sur une Mitsubishi Lancer Evo IX (11e au général). Il a remporté la Coupe de Russie des rallyes en 2006, a été sacré champion de Russie des rallyes en 2007 et a également remporté le championnat d'Estonie lors de cette même saison.

## Palmarès

### Titres
| Saison | Titre                          | Voiture |
| ------ | ------------------------------ | ------- |
| 2006   | Coupe de Russie des rallyes    |         |
| 2007   | Champion de Russie des rallyes |         |
| 2007   | Champion d'Estonie des rallyes |         |

## Résultats en championnat du monde des rallyes
| Saison     | Rallye | Rallye | Rallye | Rallye | Rallye | Rallye | Rallye | Rallye | Rallye | Rallye | Rallye | Rallye | Rallye | Rallye | Rallye | Rallye | Points | Classement final |
| ---------- | ------ | ------ | ------ | ------ | ------ | ------ | ------ | ------ | ------ | ------ | ------ | ------ | ------ | ------ | ------ | ------ | ------ | ---------------- |
| 2007       | MON    | SUE    | NOR    | MEX    | POR    | ARG    | ITA    | GRE    | FIN    | ALL    | NZL    | ESP    | FRA    | JPN    | IRL    | GBR    | 0      | -                |
| 2007       | -      | -      | -      | -      | -      | -      | -      | -      | -      | -      | -      | -      | -      | -      | -      | Ab.    | 0      | -                |
|            |        |        |        |        |        |        |        |        |        |        |        |        |        |        |        |        |        |                  |
| 2008       | MON    | SUE    | MEX    | ARG    | JOR    | ITA    | GRE    | TUR    | FIN    | ALL    | NZL    | ESP    | FRA    | JPN    | GBR    |        | 0      | -                |
| 2008       | -      | -      | -      | Ab.    | -      | -      | 35e    | Ab.    | -      | -      | Ab.    | -      | -      | 11e    | Ab.    |        | 0      | -                |
| P-WRC 2008 |        |        |        | Ab.    |        |        | 15e    | Ab.    |        |        | Ab.    |        |        | 2e     | Ab.    |        | 8      | 13e (P-WRC)      |
|            |        |        |        |        |        |        |        |        |        |        |        |        |        |        |        |        |        |                  |
| 2009       | IRL    | NOR    | CYP    | POR    | ARG    | ITA    | GRE    | POL    | FIN    | AUS    | ESP    | GBR    |        |        |        |        | 4      | 13e              |
| 2009       | -      | 11e    | Ab.    | Ab.    | -      | 5e     | 15e    | 9e     | Ab.    | -      | Ab.    | -      |        |        |        |        | 4      | 13e              |
|            |        |        |        |        |        |        |        |        |        |        |        |        |        |        |        |        |        |                  |
| 2011       | SUE    | MEX    | POR    | JOR    | ITA    | ARG    | GRE    | FIN    | ALL    | AUS    | FRA    | ESP    | GBR    |        |        |        | 12     | 17e              |
| 2011       | -      | Ab.    | -      | -      | 14e    | -      | 20e    | Ab.    | -      | Ab.    | 24e    | 7e     | 7e     |        |        |        | 12     | 17e              |
|            |        |        |        |        |        |        |        |        |        |        |        |        |        |        |        |        |        |                  |
| 2012       | MON    | SWE    | MEX    | POR    | ARG    | GRE    | NZL    | FIN    | GER    | GBR    | FRA    | ITA    | ESP    |        |        |        | 88     | 6e               |
| 2012       | 5e     | 5e     | Ab.    | 2e     | 8e     | Ab.    | 4e     | 36e    | Ab.    | 6e     | 7e     | 2e     | 10e    |        |        |        | 88     | 6e               |
|            |        |        |        |        |        |        |        |        |        |        |        |        |        |        |        |        |        |                  |
| 2013       | MON    | SWE    | MEX    | POR    | ARG    | GRE    | ITA    | FIN    | GER    | AUS    | FRA    | ESP    | GBR    |        |        |        | 69     | 7e               |
| 2013       | Ab.    | 9e     | 17e    | 4e     | 4e     | 9e     | Ab.    | 6e     | 10e    | 7e     | 5e     | 5e     | 23e    |        |        |        | 69     | 7e               |